# فرانسيس كاهاتا
فرانسيس كاهاتا (بالإنجليزية: Francis Kahata)‏ (7 يونيو 1991 في كينيا - ) هو لاعب كرة قدم كيني في مركز الوسط. شارك مع منتخب كينيا لكرة القدم. أما مع النوادي، فقد لعب مع نادي تيرانا ونادي جامعة بريتوريا وThika United F.C. ‏.

## روابط خارجية
- فرانسيس كاهاتا على موقع قاعدة بيانات كرة القدم.إي يو (الإنجليزية)
- فرانسيس كاهاتا على موقع ناشيونال فوتبول تيمز (الإنجليزية)
- فرانسيس كاهاتا على موقع Soccerway.com (الإنجليزية)